# Pak Csijon
Pak Csijon (hangul: 박지연, RR: Park Ji-yeon; 1993. június 7.–), Jiyeon művésznéven is ismert dél-koreai énekes és színésznő. 2009. júliusában debütált a T-ara lánycsoport tagjaként. A csoport később az egyik legkelendőbb lánycsoporttá vált. A csoport tevékenységein kívül számos televíziós drámában szerepelt, mint például a Soul (2009), a Master of Study (2010), az Dream High 2 (2012), a Triangle (2014), valamint számos filmben szerepelt, mint például a Death Bell 2: Bloody Camp (2012), Encounter (2015). Szólóművészként a Never Ever középlemezével debütált 2014. május 20-án, így ő volt az első T-ara tag, aki szólóművészként debütált.

## Fiatalkora és tanulmányai
Pak Szöulban,Dél-Koreában született 1993. június 7-én  egy koreai családból. Röviden részt vett a Hyehwa Lányközépiskolában, és 2012-ben végzett a Lila Művészeti Gimnáziumban . Nem járt egyetemre, hogy karrierjére összpontosítson.

## Karrier

### 2008–2009: Karrier kezdete és a T-ara
Ő és Hahm Eun-jung a T-ara egyetlen két tagja, akik színművészetet tanultak volna. Ehelyett ketten az énekesi pályát választották eredeti szándékuk ellenére.
Pak kifejezte érdeklődését a modellkedés iránt. 2008-ban, amikor 15 éves volt, a Smart ruházati társaság több képén és hirdetésen szerepelt, a SHINee koreai fiúegyüttessel. Együttműködött Davichi-vel és SeeYa -val a Women Generation című digitális kislemezen, amelyet 2009 májusában adtak ki, és így ő lett a T-ara első tagja, aki megjelent a nyilvánosságban. Megjelent még az SG Wannabe 2009-es Gift from SG Wannabe albumán lévő I Love You és a Crybaby zenei videóiban is. Karrierje elején a koreai média Little Kim Tae-hee-nek nevezte, mivel Kimhez hasonlított.
Pak az Mnet Casting System-nél volt meghallgatáson, és 2008-ban csatlakozott a céghez. Ezt követően 2009. július 29-én debütált a T-ara-ban, mint a legfiatalabb tag (mangne).  

### 2010–2013: debütáló és áttörő színész
2010-ben Pak szerepelt a Master of Study-ban, a japán Dragon Zakura manga koreai adaptációjában. Ugyanebben az évben szerepelt a Death Bell 2: Bloody Camp  slasher filmben és a Jungle Fish 2 ifjúsági drámában.
2010 októberében Pak lett az MBC Show! Music Core zenei műsor házigazdája Bae Suzy, Choi Min-ho és Onew mellett . Az SBS Heroes varietéműsornak is szereplője lett.
2011-ben Pak a Gnomeo és Júlia animációs film koreai szinkronszínésze lett.
2012-ben szerepelt a Dream High 2 tinidrámában, amiben Kang So-ra, a GOT7 együttes tagjai, JB és Jin-young, a 2AM együttes egyik tagja Jinwoon, a SISTAR egyik tagja, Hyolyn és Park Seo-joon szerepelt még.

### 2014–2017: Szólóénekesi debütálás
Pak 2014 májusában debütált szólóénekesként, a Never Ever (más néven 1 Minute 1 Second) dalával. A zenei videó két hétig első helyen állt Kína legnagyobb zenei videómegosztó webhelyén, a YinYueTai-n .
Júniusban Pakot az MBC Triangle televíziós sorozatába felvették, ahol Im Si-wan karakterjének potenciális felesége volt. Ugyanebben a hónapban Lee Hye-ri mellett közösen házigazdája volt az SBS MTV The Show-jának.
2015 májusában Pak szerepelt a koreai-kínai Encounter filmben, Lee Dong-gun színész mellett. 2015 júliusában együttműködött a 2BiC tagjával, Jun-hyung-gal közösen dolgozott a Summer Love című dalon.
2016-ban Pak szerepelt a My Runway webdrámában, Kang Dong-ho mellett. A dráma 2016 decemberében jelent meg a Netflix-en.
2017 februárjában bejelentették, hogy Pak három év után új albummal fog visszatérni szólóénekesi karrierjére. Az album előkészítése azonban félbe lett szakítva.

### 2018 – jelen: Szólóénekesi projektek
2018 elején Pak és a T-ara további tagjai szerződéseik lejárta után távoztak az MBK Entertainment-től. Később 2018 májusában írta alá a szerződését a Longzhen Culture Development kínai ügynökséggel. Pak és a vietnami énekes Soobin Hoàng Sơn zenei videókat bocsátottak ki a Between Us című duett dalra, koreai és vietnami változatban is. Jiyeon 2018 novemberében írta alá a szerződését a Partners Park-kal a hazai tevékenységeihez.
November 26-án kiderült, hogy Pak december közepén ki fog adni egy digitális kislemezt a rajongók számára, mint köszönőajándékot. 2018. december 22-én Pak zenei videókat adott ki One Day téli balladájának, koreai és kínai változatban.
2019. április 2-án Pak bekerült a KBS2 rejtélyes, romantikus komédiadrámájába, az I Wanna Hear Your Song-ba, Yeon Woo-jin, Kim Se-jeong és Song Jae-rim -mal együtt.
2019. december 26-án Pak kiadta második középlemezét, a Senpass-t, a "Sense" és a "Compass" rövidítésével. A középlemez öt dalból áll, beleértve a "Take A Hike" című dalt is.

## Diszkográfia

### Középlemezek
| Cím                                                                                            | Album részletei                                                                                              | Toplistás helyezések | Toplistás helyezések | Toplistás helyezések | Eladások            |
| Cím                                                                                            | Album részletei                                                                                              | KOR                  | TWN                  | TWN East Asian       | Eladások            |
| ---------------------------------------------------------------------------------------------- | --- | -------------------- | -------------------- | -------------------- | ------------------- |
| Never Ever                                                                                     | - Kiadva: 20 May 2014 - Kiadó: Core Contents Media, KT Music - Formátum: CD, digitális letöltés              | 3                    | 11                   | 2                    | - KOR: 15,639+      |
| Senpass                                                                                        | - Kiadva: 26 December 2019 - Kiadó: Longzhen Culture Development, Kakao M - Formátum: CD, digitális letöltés | —                    | —                    | —                    | bejelentés függőben |
| A "-" olyan kiadásokat jelöl, amelyek nem értek el helyezést vagy nem jelentek meg a régióban. | |                      |                      |                      |                     |

### Kislemezek
| Cím                                                                                            | Év   | Toplistás helyezések | Toplistás helyezések | Toplistás helyezések | Eladások             | Album            |
| Cím                                                                                            | Év   | KOR                  | KOR                  | CHN                  | Eladások             | Album            |
| Cím                                                                                            | Év   | Gaon                 | Hot.                 | CHN                  | Eladások             | Album            |
| ---------------------------------------------------------------------------------------------- | ---- | -------------------- | -------------------- | -------------------- | -------------------- | ---------------- |
| "My Sea"                                                                                       | 2013 | —                    | —                    | —                    | N/A                  | Bunny Style!     |
| "1 Minute 1 Second (Never Ever)"                                                               | 2014 | 17                   | 6                    | 1                    | - KOR (DL): 322,949+ | Never Ever       |
| "Summer Love" (with Jun-hyung of 2BiC featuring Yoon Yo)                                       | 2016 | —                    | —                    | —                    | N/A                  | Summer Love      |
| "Between us" (with Soobin Hoang Son)                                                           | 2018 | —                    | —                    | —                    | N/A                  | Between us       |
| "One Day"                                                                                      | 2018 | —                    | —                    | 1                    | N/A                  | Non-album single |
| "Take A Hike"                                                                                  | 2019 | —                    | —                    | —                    | N/A                  | Senpass          |
| A "-" olyan kiadásokat jelöl, amelyek nem értek el helyezést vagy nem jelentek meg a régióban. |      |                      |                      |                      |                      |                  |

### Filmzenék
| Év   | Album                             | Dal                        | Hossz | Megjegyzések                                                |
| ---- | --------------------------------- | -------------------------- | ----- | ----------------------------------------------------------- |
| 2009 | Cinderella Man OST                | "Women's Generation"       | 3:32  | with Seeya and Davichi                                      |
| 2009 | Cinderella Man OST                | "Forever Love"             | 3:32  | with Seeya and Davichi                                      |
| 2010 | Master of Study OST Part 1        | "Rolling"                  | 4:01  | Solo                                                        |
| 2010 | Jungle Fish 2 OST                 | "Little By Little"         | 4:10  | Solo                                                        |
| 2012 | Dream High Season 2 OST           | "Superstar"                | 3:42  | with Hyolyn and Ailee                                       |
| 2012 | Dream High Season 2 OST           | "Together"                 | 4:19  | with JB                                                     |
| 2012 | Dream High Season 2 OST           | "Day After Day"            | 3:43  | Solo                                                        |
| 2013 | Bunny Style!                      | "Dangerous Love"           | 3:40  | with Hahm Eun-jung and Hyomin                               |
| 2014 | Triangle OST Part 6               | "Kiss And Cry"             | 3:31  | with Cho Seung-hee (F-ve Dolls) and Shorry J (Mighty Mouth) |
| 2017 | What's My Name                    | "Lullaby"                  | 3:12  | Solo                                                        |
| 2018 | Queen of Mystery 2 OST Part 8     | "The Path Leading To Home" | 3:14  | Solo                                                        |
| 2019 | I Wanna Hear Your Song OST Part 3 | "One Blue Night"           | 4:46  | Solo                                                        |

### Egyéb toplistás dalok
| Év                                                                                             | Cím                      | Toplistás helyezések | Album      |
| Év                                                                                             | Cím                      | KOR                  | Album      |
| ---------------------------------------------------------------------------------------------- | ------------------------ | -------------------- | ---------- |
| 2014                                                                                           | "Yeouido Cherry Blossom" | 70                   | Never Ever |
| 2014                                                                                           | "Marionette"             | 80                   | Never Ever |
| A "-" olyan kiadásokat jelöl, amelyek nem értek el helyezést vagy nem jelentek meg a régióban. |                          |                      |            |

## Filmográfia

### Film
| Év   | Cím                       | Szerep     | Forrás |
| ---- | ------------------------- | ---------- | ------ |
| 2010 | Death Bell 2: Bloody Camp | Lee Se-hee | [ 11 ] |
| 2011 | Gnomeo & Juliet           | Juliet     | [ 44 ] |
| 2011 | Gisaeng Ryung             | Cameo      |        |
| 2015 | Encounter                 | Ismeretlen | [ 45 ] |

### Televíziós sorozatok
| Év   | Cím                        | Szerep                 | Csatorna      | Megjegyzés      | Forrás |
| ---- | -------------------------- | ---------------------- | ------------- | --------------- | ------ |
| 2007 | Hello! Miss                | Student                | KBS2          | Cameo           | [ 46 ] |
| 2007 | Lobbyist                   | Deaf daughter's friend | SBS           | Cameo           | [ 47 ] |
| 2008 | Aeja's Older Sister, Minja | Maeng Na-yeon          | SBS           | Támogató szerep |        |
| 2009 | Soul                       | Yoon Doo-na            | MBC           | Támogató szerep | [ 48 ] |
| 2009 | High Kick! (season 2)      | Lee Yu-ri              | MBC           | Cameo           | [ 49 ] |
| 2010 | Master of Study            | Na Hyun-jung           | KBS2          | Támogató szerep | [ 10 ] |
| 2010 | Jungle Fish 2              | Seo-yul                | KBS2          | Lead role       | [ 12 ] |
| 2011 | Miss Ripley                | Yu                     | MBC           | Cameo           | [ 50 ] |
| 2012 | The Thousandth Man         | Han Yi-seul            | MBC           | Cameo           |        |
| 2012 | Dream High 2               | Ri-an/Lee Ji-kyung     | KBS2          | Főszerep        | [ 51 ] |
| 2014 | Triangle                   | Seong Yoo-jin          | MBC           | Támogató szerep | [ 52 ] |
| 2015 | Sweet Temptation           | Ji-ho                  | Naver TV Cast | Web dráma       |        |
| 2016 | My Runway                  | Han Seo-yeon           | Netflix       | Web dráma       | [ 53 ] |
| 2019 | I Wanna Hear Your Song     | Ha Eun-joo             | KBS2          | Főszerep        | [ 54 ] |

### Musical-ek
| Év   | Cím                          | Szerep        | Forrás |
| ---- | ---------------------------- | ------------- | ------ |
| 2012 | Our Youth, Roly Poly Musical | Han Joo-young | [ 55 ] |

### Varietéműsorok
| Év        | Cím                           | Szerep                   | Csatorna    | Megjegyzések                       | Forrás |
| --------- | ----------------------------- | ------------------------ | ----------- | ---------------------------------- | ------ |
| 2010–2011 | Heroes                        | Szereplő                 | SBS         |                                    | [ 56 ] |
| 2010–2011 | Music Core                    | Házigazda                | MBC         |                                    | [ 57 ] |
| 2014–2015 | The Show                      | Házigazda                | SBS MTV     |                                    | [ 58 ] |
| 2017      | Living Together in Empty Room | Szereplő                 | MBC         | with Oh Chang-seok (Episode 16–19) | [ 59 ] |
| 2018      | Video Star                    | Speciális rész házigazda | MBC Every 1 | Episode 121                        | [ 60 ] |

## Díjak és jelölések
| Év   | Díj                                         | Kategória                           | Jelölt munka    | Eredmény |
| ---- | ------------------------------------------- | ----------------------------------- | --------------- | -------- |
| 2010 | SBS Entertainment Award                     | Legjobb csapatmunka                 | Heroes          | Elnyerte |
| 2010 | KBS Drama Awards                            | Legjobb új színésznő                | Master of Study | Jelölve  |
| 2010 | KBS Drama Awards                            | A legjobb pár díja Yoo Seung-ho-val | Master of Study | Jelölve  |
| 2014 | 16. Szöul Nemzetközi Ifjúsági Filmfesztivál | Legjobb fiatal színésznő            | Triangle        | Jelölve  |
| 2015 | Kábel TV Broadcast Awards                   | Népszerűségi díj                    | The Show        | Elnyerte |
| 2015 | A 3. Yinyuetai VChart-díj                   | A legjobb koreai női énekes         | Never Ever      | Elnyerte |
| 2015 | Yahoo Asia BUZZ díj                         | Legnépszerűbb ázsiai İdol           | N/A             | Jelölve  |

## Fordítás
Ez a szócikk részben vagy egészben  a   Park Ji-Yeon című angol Wikipédia-szócikk ezen változatának fordításán alapul.  Az eredeti cikk szerkesztőit annak laptörténete sorolja fel. Ez a jelzés csupán a megfogalmazás eredetét és a szerzői jogokat jelzi, nem szolgál a cikkben szereplő információk forrásmegjelöléseként.